# Lista över fornlämningar i Enköpings kommun (Gryta)
Lista över fornlämningar i Enköpings kommun (Gryta) är en förteckning av ett urval av de fornlämningar som finns i Gryta i Enköpings kommun.
| Namn        | Lämningstyp                      | Tillkomsttid | Historisk indelning | Plats | Läge                 | ID-nr          | Bild                                      |
| ----------- | -------------------------------- | ------------ | ------------------- | ----- | -------------------- | -------------- | ----------------------------------------- |
| Gryta 2:1   | Runristning                      |              | Gryta, Uppland      |       | 59.767581, 17.388383 | 10023100020001 | Ladda upp en till bild av detta fornminne |
| Gryta 3:2   | Stensättning                     |              | Gryta, Uppland      |       | 59.767761, 17.387728 | 10023100030002 | Ladda upp en bild av detta fornminne      |
| Gryta 3:3   | Stensättning                     |              | Gryta, Uppland      |       | 59.767874, 17.387581 | 10023100030003 | Ladda upp en bild av detta fornminne      |
| Gryta 4:1   | Gravfält                         |              | Gryta, Uppland      |       | 59.768826, 17.385625 | 10023100040001 | Ladda upp en bild av detta fornminne      |
| Gryta 7:1   | Grav- och boplatsområde          |              | Gryta, Uppland      |       | 59.772988, 17.384124 | 10023100070001 | Ladda upp en bild av detta fornminne      |
| Gryta 7:2   | Gravfält                         |              | Gryta, Uppland      |       | 59.773501, 17.382959 | 10023100070002 | Ladda upp en bild av detta fornminne      |
| Gryta 7:3   | Gravfält                         |              | Gryta, Uppland      |       | 59.774263, 17.382277 | 10023100070003 | Ladda upp en bild av detta fornminne      |
| Gryta 10:1  | Hög                              |              | Gryta, Uppland      |       | 59.775684, 17.375694 | 10023100100001 | Ladda upp en bild av detta fornminne      |
| Gryta 14:1  | Hällristning                     |              | Gryta, Uppland      |       | 59.763122, 17.367677 | 10023100140001 | Ladda upp en bild av detta fornminne      |
| Gryta 16:1  | Gravfält                         |              | Gryta, Uppland      |       | 59.761011, 17.383658 | 10023100160001 | Ladda upp en bild av detta fornminne      |
| Gryta 17:1  | Gravfält                         |              | Gryta, Uppland      |       | 59.759187, 17.391038 | 10023100170001 | Ladda upp en bild av detta fornminne      |
| Gryta 17:2  | Runristning                      |              | Gryta, Uppland      |       | 59.759726, 17.389719 | 10023100170002 | Ladda upp en bild av detta fornminne      |
| Gryta 18:1  | Grav markerad av sten/block      |              | Gryta, Uppland      |       | 59.757929, 17.385624 | 10023100180001 | Ladda upp en bild av detta fornminne      |
| Gryta 18:2  | Grav markerad av sten/block      |              | Gryta, Uppland      |       | 59.757957, 17.385967 | 10023100180002 | Ladda upp en bild av detta fornminne      |
| Gryta 23:1  | Gravfält                         |              | Gryta, Uppland      |       | 59.778488, 17.379399 | 10023100230001 | Ladda upp en bild av detta fornminne      |
| Gryta 24:1  | Stensättning                     |              | Gryta, Uppland      |       | 59.779989, 17.378166 | 10023100240001 | Ladda upp en bild av detta fornminne      |
| Gryta 25:1  | Gravfält                         |              | Gryta, Uppland      |       | 59.756641, 17.390967 | 10023100250001 | Ladda upp en bild av detta fornminne      |
| Gryta 26:1  | Hög                              |              | Gryta, Uppland      |       | 59.757502, 17.387920 | 10023100260001 | Ladda upp en bild av detta fornminne      |
| Gryta 26:2  | Hög                              |              | Gryta, Uppland      |       | 59.757539, 17.387684 | 10023100260002 | Ladda upp en bild av detta fornminne      |
| Gryta 27:1  | Hög                              |              | Gryta, Uppland      |       | 59.757422, 17.384682 | 10023100270001 | Ladda upp en bild av detta fornminne      |
| Gryta 28:1  | Hög                              |              | Gryta, Uppland      |       | 59.756927, 17.385719 | 10023100280001 | Ladda upp en bild av detta fornminne      |
| Gryta 36:1  | Hög                              |              | Gryta, Uppland      |       | 59.749787, 17.389159 | 10023100360001 | Ladda upp en bild av detta fornminne      |
| Gryta 36:2  | Hög                              |              | Gryta, Uppland      |       | 59.749653, 17.389372 | 10023100360002 | Ladda upp en bild av detta fornminne      |
| Gryta 36:3  | Stensättning                     |              | Gryta, Uppland      |       | 59.749582, 17.389315 | 10023100360003 | Ladda upp en bild av detta fornminne      |
| Gryta 42:1  | Hällristning                     |              | Gryta, Uppland      |       | 59.749678, 17.358730 | 10023100420001 | Ladda upp en bild av detta fornminne      |
| Gryta 44:1  | Runristning                      |              | Gryta, Uppland      |       | 59.740664, 17.343045 | 10023100440001 | Ladda upp en till bild av detta fornminne |
| Gryta 46:1  | Gravfält                         |              | Gryta, Uppland      |       | 59.743181, 17.345015 | 10023100460001 | Ladda upp en bild av detta fornminne      |
| Gryta 49:1  | Hällristning                     |              | Gryta, Uppland      |       | 59.743811, 17.337299 | 10023100490001 | Ladda upp en bild av detta fornminne      |
| Gryta 51:1  | Hällristning                     |              | Gryta, Uppland      |       | 59.748234, 17.348396 | 10023100510001 | Ladda upp en bild av detta fornminne      |
| Gryta 53:1  | Stensättning                     |              | Gryta, Uppland      |       | 59.749769, 17.338219 | 10023100530001 | Ladda upp en bild av detta fornminne      |
| Gryta 53:2  | Stensättning                     |              | Gryta, Uppland      |       | 59.749705, 17.338770 | 10023100530002 | Ladda upp en bild av detta fornminne      |
| Gryta 66:1  | Runristning                      |              | Gryta, Uppland      |       | 59.743404, 17.282884 | 10023100660001 | Ladda upp en till bild av detta fornminne |
| Gryta 67:1  | Gravfält                         |              | Gryta, Uppland      |       | 59.742591, 17.282013 | 10023100670001 | Ladda upp en bild av detta fornminne      |
| Gryta 68:1  | Stensättning                     |              | Gryta, Uppland      |       | 59.744362, 17.314186 | 10023100680001 | Ladda upp en bild av detta fornminne      |
| Gryta 68:2  | Stensättning                     |              | Gryta, Uppland      |       | 59.744457, 17.314309 | 10023100680002 | Ladda upp en bild av detta fornminne      |
| Gryta 68:3  | Stensättning                     |              | Gryta, Uppland      |       | 59.744589, 17.314241 | 10023100680003 | Ladda upp en bild av detta fornminne      |
| Gryta 70:1  | Hög                              |              | Gryta, Uppland      |       | 59.780636, 17.376470 | 10023100700001 | Ladda upp en bild av detta fornminne      |
| Gryta 71:1  | Gravfält                         |              | Gryta, Uppland      |       | 59.782006, 17.371863 | 10023100710001 | Ladda upp en bild av detta fornminne      |
| Gryta 73:1  | Grav- och boplatsområde          |              | Gryta, Uppland      |       | 59.781716, 17.364616 | 10023100730001 | Ladda upp en bild av detta fornminne      |
| Gryta 75:1  | Runristning                      |              | Gryta, Uppland      |       | 59.780853, 17.348797 | 10023100750001 | Ladda upp en till bild av detta fornminne |
| Gryta 77:1  | Stensättning                     |              | Gryta, Uppland      |       | 59.740757, 17.332303 | 10023100770001 | Ladda upp en bild av detta fornminne      |
| Gryta 78:1  | Stensättning                     |              | Gryta, Uppland      |       | 59.748509, 17.332885 | 10023100780001 | Ladda upp en bild av detta fornminne      |
| Gryta 78:2  | Stensättning                     |              | Gryta, Uppland      |       | 59.748398, 17.332865 | 10023100780002 | Ladda upp en bild av detta fornminne      |
| Gryta 79:1  | Stensättning                     |              | Gryta, Uppland      |       | 59.771939, 17.347067 | 10023100790001 | Ladda upp en bild av detta fornminne      |
| Gryta 81:1  | Hög                              |              | Gryta, Uppland      |       | 59.777893, 17.379328 | 10023100810001 | Ladda upp en bild av detta fornminne      |
| Gryta 81:2  | Stensättning                     |              | Gryta, Uppland      |       | 59.777746, 17.379075 | 10023100810002 | Ladda upp en bild av detta fornminne      |
| Gryta 85:1  | Hällristning                     |              | Gryta, Uppland      |       | 59.747474, 17.332577 | 10023100850001 | Ladda upp en bild av detta fornminne      |
| Gryta 89:1  | Husgrund, förhistorisk/medeltida |              | Gryta, Uppland      |       | 59.743858, 17.351248 | 10023100890001 | Ladda upp en bild av detta fornminne      |
| Gryta 89:2  | Husgrund, förhistorisk/medeltida |              | Gryta, Uppland      |       | 59.743800, 17.350434 | 10023100890002 | Ladda upp en bild av detta fornminne      |
| Gryta 90:1  | Hög                              |              | Gryta, Uppland      |       | 59.745363, 17.354897 | 10023100900001 | Ladda upp en bild av detta fornminne      |
| Gryta 90:2  | Stensättning                     |              | Gryta, Uppland      |       | 59.745447, 17.354941 | 10023100900002 | Ladda upp en bild av detta fornminne      |
| Gryta 93:1  | Gravfält                         |              | Gryta, Uppland      |       | 59.744184, 17.333761 | 10023100930001 | Ladda upp en bild av detta fornminne      |
| Gryta 96:1  | Stensättning                     |              | Gryta, Uppland      |       | 59.744752, 17.336976 | 10023100960001 | Ladda upp en bild av detta fornminne      |
| Gryta 97:1  | Stensättning                     |              | Gryta, Uppland      |       | 59.745471, 17.334148 | 10023100970001 | Ladda upp en bild av detta fornminne      |
| Gryta 97:2  | Röse                             |              | Gryta, Uppland      |       | 59.745375, 17.333944 | 10023100970002 | Ladda upp en bild av detta fornminne      |
| Gryta 97:3  | Stensättning                     |              | Gryta, Uppland      |       | 59.745208, 17.334205 | 10023100970003 | Ladda upp en bild av detta fornminne      |
| Gryta 98:1  | Stensättning                     |              | Gryta, Uppland      |       | 59.745848, 17.333098 | 10023100980001 | Ladda upp en bild av detta fornminne      |
| Gryta 99:1  | Gravfält                         |              | Gryta, Uppland      |       | 59.745590, 17.332497 | 10023100990001 | Ladda upp en bild av detta fornminne      |
| Gryta 100:1 | Stensättning                     |              | Gryta, Uppland      |       | 59.745787, 17.324277 | 10023101000001 | Ladda upp en bild av detta fornminne      |
| Gryta 102:1 | Stensättning                     |              | Gryta, Uppland      |       | 59.749099, 17.332920 | 10023101020001 | Ladda upp en bild av detta fornminne      |
| Gryta 102:2 | Stensättning                     |              | Gryta, Uppland      |       | 59.748863, 17.333277 | 10023101020002 | Ladda upp en bild av detta fornminne      |
| Gryta 106:1 | Stensättning                     |              | Gryta, Uppland      |       | 59.750019, 17.342137 | 10023101060001 | Ladda upp en bild av detta fornminne      |
| Gryta 107:1 | Stensättning                     |              | Gryta, Uppland      |       | 59.756911, 17.333103 | 10023101070001 | Ladda upp en bild av detta fornminne      |
| Gryta 108:1 | Stensättning                     |              | Gryta, Uppland      |       | 59.757652, 17.335515 | 10023101080001 | Ladda upp en bild av detta fornminne      |
| Gryta 109:1 | Stensättning                     |              | Gryta, Uppland      |       | 59.756558, 17.337239 | 10023101090001 | Ladda upp en bild av detta fornminne      |
| Gryta 110:1 | Stensättning                     |              | Gryta, Uppland      |       | 59.764578, 17.355525 | 10023101100001 | Ladda upp en bild av detta fornminne      |
| Gryta 111:1 | Stensättning                     |              | Gryta, Uppland      |       | 59.770883, 17.348586 | 10023101110001 | Ladda upp en bild av detta fornminne      |
| Gryta 112:1 | Stensättning                     |              | Gryta, Uppland      |       | 59.771400, 17.342764 | 10023101120001 | Ladda upp en bild av detta fornminne      |
| Gryta 115:1 | Stensättning                     |              | Gryta, Uppland      |       | 59.740115, 17.374082 | 10023101150001 | Ladda upp en bild av detta fornminne      |
| Gryta 117:1 | Gravfält                         |              | Gryta, Uppland      |       | 59.739885, 17.366222 | 10023101170001 | Ladda upp en bild av detta fornminne      |
| Gryta 118:3 | Hög                              |              | Gryta, Uppland      |       | 59.739844, 17.364319 | 10023101180003 | Ladda upp en bild av detta fornminne      |
| Gryta 118:4 | Hög                              |              | Gryta, Uppland      |       | 59.739820, 17.363957 | 10023101180004 | Ladda upp en bild av detta fornminne      |
| Gryta 121:1 | Stensättning                     |              | Gryta, Uppland      |       | 59.750367, 17.379948 | 10023101210001 | Ladda upp en bild av detta fornminne      |
| Gryta 122:1 | Stensättning                     |              | Gryta, Uppland      |       | 59.740631, 17.317095 | 10023101220001 | Ladda upp en bild av detta fornminne      |
| Gryta 132:1 | Stensättning                     |              | Gryta, Uppland      |       | 59.782647, 17.338471 | 10023101320001 | Ladda upp en bild av detta fornminne      |
| Gryta 137:1 | Stensättning                     |              | Gryta, Uppland      |       | 59.759715, 17.365300 | 10023101370001 | Ladda upp en bild av detta fornminne      |
| Gryta 138:1 | Hög                              |              | Gryta, Uppland      |       | 59.765201, 17.377707 | 10023101380001 | Ladda upp en bild av detta fornminne      |
| Gryta 145:1 | Stensättning                     |              | Gryta, Uppland      |       | 59.753191, 17.316367 | 10023101450001 | Ladda upp en bild av detta fornminne      |
| Gryta 148:1 | Stensättning                     |              | Gryta, Uppland      |       | 59.749033, 17.312296 | 10023101480001 | Ladda upp en bild av detta fornminne      |
| Gryta 150:1 | Stensättning                     |              | Gryta, Uppland      |       | 59.751414, 17.310249 | 10023101500001 | Ladda upp en bild av detta fornminne      |
| Gryta 152:1 | Stensättning                     |              | Gryta, Uppland      |       | 59.750316, 17.304033 | 10023101520001 | Ladda upp en bild av detta fornminne      |
| Gryta 158:1 | Stensättning                     |              | Gryta, Uppland      |       | 59.744923, 17.288361 | 10023101580001 | Ladda upp en bild av detta fornminne      |
| Gryta 158:2 | Stensättning                     |              | Gryta, Uppland      |       | 59.744629, 17.288875 | 10023101580002 | Ladda upp en bild av detta fornminne      |
| Gryta 160:1 | Stensättning                     |              | Gryta, Uppland      |       | 59.741627, 17.298757 | 10023101600001 | Ladda upp en bild av detta fornminne      |
| Gryta 161:1 | Stensättning                     |              | Gryta, Uppland      |       | 59.781557, 17.373819 | 10023101610001 | Ladda upp en bild av detta fornminne      |
| Gryta 169:1 | Hällristning                     |              | Gryta, Uppland      |       | 59.747101, 17.374425 | 10023101690001 | Ladda upp en bild av detta fornminne      |
| Gryta 170:1 | Stensättning                     |              | Gryta, Uppland      |       | 59.754238, 17.278790 | 10023101700001 | Ladda upp en bild av detta fornminne      |
| Gryta 176   | Stensättning                     |              | Gryta, Uppland      |       | 59.758740, 17.355151 | 12000000133008 | Ladda upp en bild av detta fornminne      |
| Gryta 177   | Röse                             |              | Gryta, Uppland      |       | 59.761460, 17.359115 | 12000000133009 | Ladda upp en bild av detta fornminne      |
| Gryta 178   | Röse                             |              | Gryta, Uppland      |       | 59.761322, 17.358889 | 12000000133010 | Ladda upp en bild av detta fornminne      |
| Gryta 180   | Stensättning                     |              | Gryta, Uppland      |       | 59.759239, 17.354807 | 12000000133013 | Ladda upp en bild av detta fornminne      |
| Gryta 183   | Röse                             |              | Gryta, Uppland      |       | 59.760690, 17.358847 | 12000000133016 | Ladda upp en bild av detta fornminne      |
| Gryta 186   | Stensättning                     |              | Gryta, Uppland      |       | 59.760171, 17.354495 | 12000000133019 | Ladda upp en bild av detta fornminne      |
| Gryta 188   | Röse                             |              | Gryta, Uppland      |       | 59.759155, 17.356365 | 12000000133021 | Ladda upp en bild av detta fornminne      |